# Lufia II: Rise of the Sinistrals
Lufia II: Rise of the Sinistrals (エストポリス伝記II Estpolis DenkiⅡ en Japón), o simplemente Lufia en Europa, es un videojuego de RPG creado por Neverland para la Super Nintendo. El juego fue distribuido por Taito en Japón y Europa y por Natsume en Estados Unidos. Por otra parte, fue el último RPG de SNES en ser traducido para el mercado español, saliendo a la venta en mayo del año 1998.
La historia del juego es una precuela del juego Lufia & the Fortress of Doom. 
Posteriormente el 20 de febrero de 2010 aparece una versión remake, con un estilo de batalla diferente, al estilo de Zelda o Kingdom Hearts (avanzar mientras luchas - Action RPG) por nombrar algunas comparaciones, con voces y en 3D. Para Nintendo DS. Sin embargo, todos los escenarios se ven cambiados y la historia cambia ligeramente. En el original empezábamos en el pueblo de Elcid, en la versión remake de NDS empezamos en un barco e Iris se nos une al grupo casi desde el inicio.

## Historia
Maxim es un espadachín de la ciudad de Elcid, se gana la vida matando "gelatinas" y demás monstruos. Los monstruos cada vez se estaban poniendo más alborotados y la cantidad de monstruos en las cavernas iba creciendo. Maxim va a investigar el suceso y a deshacerse de los monstruos. Luego, se encuentra con una chica de pelo verde llamada Iris, quien le comenta que una bola de luz en el cielo de las que muchas personas comentaban, es el objeto causante de todos los males que estaban pasando en el mundo, y le dice que su destino es viajar y viajar y acabar con los males en el mundo. Maxim toma una decisión y se va a recorrer el mundo. Luego en una torre se entera de que la bola de luz era de los Sinistrals (Siniestros), los cuales son Gades, Iris, Amon y Daos, y el jefe de todos ellos es Arek. Cada vez que iba viajando iba conociendo a cada uno de los Siniestros, en el transcurso conoce a muchos guerreros que lo ayudarán en su lucha contra el mal. Maxim se casa con Selan, una chica que conoce mientras viajaba en la ciudad de Parcelyte, y con ella tuvo un hijo, llamado Jeros. 
Maxim después de mucho viajar por el mundo, encuentra la base de todo esto, la isla en donde estaban todos los Siniestros. De ahí conoce la fuerza más poderosa, la Dual Blade (Hoja Doble), una espada muy poderosa que lo ayudará en su lucha contra los siniestros.